# Meroë

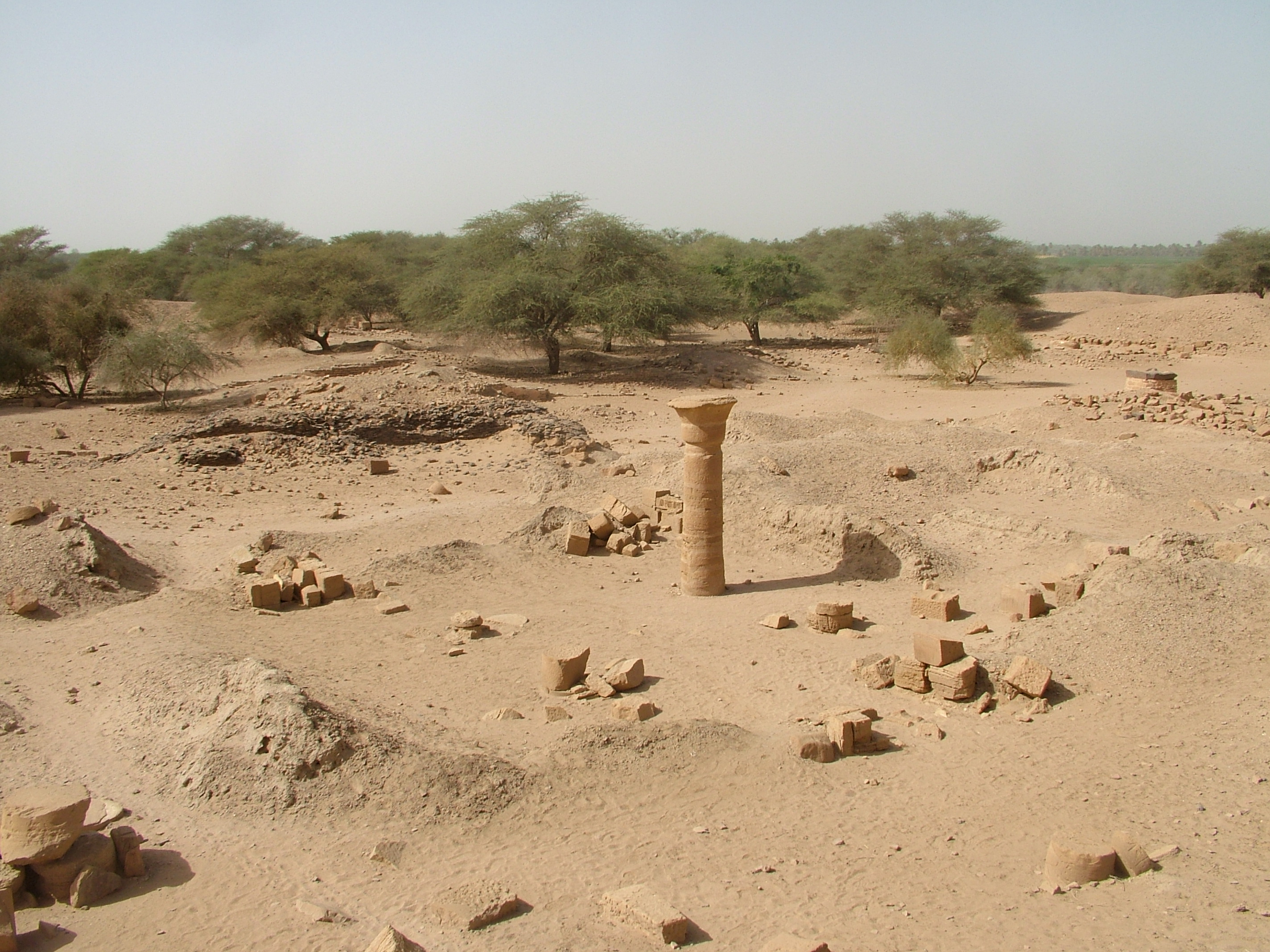
Ruïnes

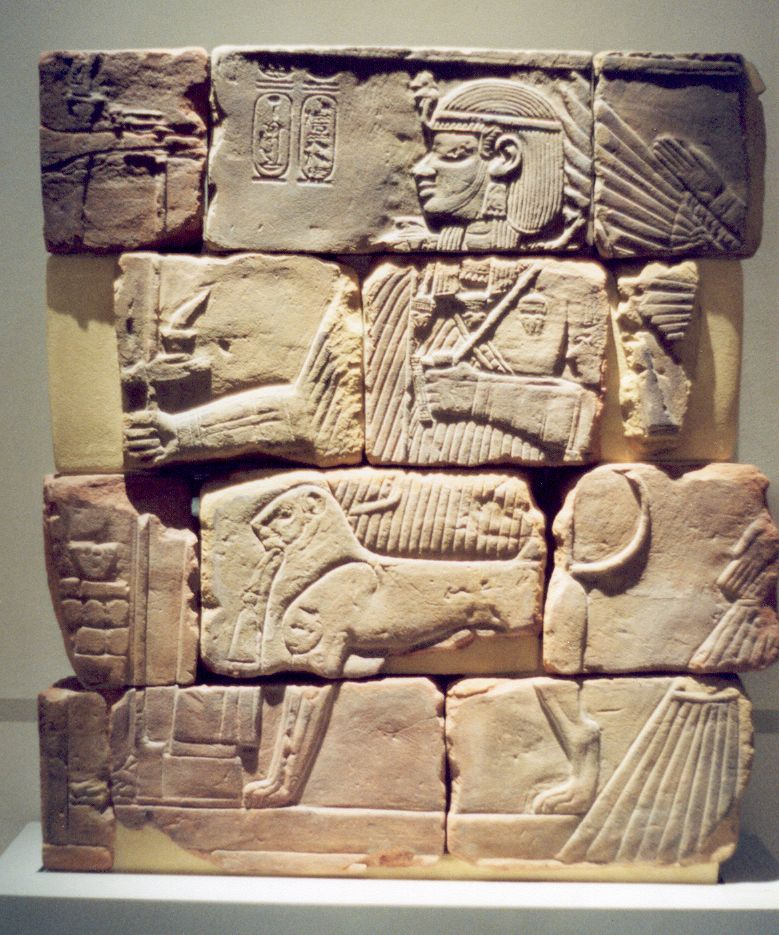
Een reliëf uit een van de piramiden

Meroë is een historische stad in Soedan op de rechteroever van de Nijl. De stad ligt 200 km ten noorden van Khartoem, vlak bij een groep dorpjes met de naam Bagrawiyah.

## Geschiedenis
De stad was bewoond van ±800 v.Chr. tot 350 n.Chr. en vormde 700 jaar lang de hoofdstad van het koninkrijk Koesj. Hierna kwam deze onder Romeins bestuur. In de 4e eeuw werd de stad om onduidelijke redenen verlaten. Mogelijk is de stad in die periode ingenomen door het koninkrijk Aksum.

## De stad
De stad kan in drie delen worden ingedeeld:
- Het koninklijke gedeelte. Dit deel was ommuurd. Hier stond het paleis, samen met een aantal andere overheidsgebouwen. Ook was hier een badhuis te vinden.
- Het tempelcomplex dat aan de god Amon was gewijd. Onder de hoofdingang van de zonnetempel lag een bronzen hoofd van keizer Augustus begraven.
- Het gedeelte waar het gewone volk leefde.

## De piramiden
Meroë is bekend door de meer dan 200 piramiden die ten westen van de stad te vinden zijn. De piramiden staan gegroepeerd in drie groepen.
De meeste zijn rond de 30 meter hoog en werden gebruikt als graftombes, een traditie die rond 300 v.Chr. overwaaide uit Egypte. De lichamen werden net als in de Egyptische piramide eerst gemummificeerd en vervolgens in een houten sarcofaag gelegd.
Nadat de stad verlaten werd, zijn alle piramiden geplunderd en vervallen tot ruïnes. Een paar piramiden zijn gerestaureerd.